# Nobuyuki Hiyama
Nobuyuki Hiyama (檜山 修之 Hiyama Nobuyuki?) es un popular seiyū. Nació el 25 de agosto de 1967 en Hatsukaichi, Hiroshima, Japón. Mantiene un contrato con Arts Vision.

## Carrera
Sus interpretaciones que más han calado en el fandom son las de Shiro Amada (Mobile Suit Gundam: The 08th MS Team), Yūshirō Gowa (Gasaraki), Hiei (YuYu Hakusho), Takeshi Nakazato (Initial D), Guy Shishio (GaoGaiGar), Maito Senpuuji (Yūsha Toukyū Might Gaine), Ikkaku Madarame (BLEACH) y Link (Legend of Zelda).
Hiyama interpreta mayoritariamente personajes de series shōnen y mechas, aunque también se ha dejado oír en papeles más cómicos, como puede ser Harunobu Madarame (Genshiken). Debido a su forma de gritar, sin embargo, suele verse más cómodo interpretando a héroes apasionados.

## Filmografía
El orden de esta lista es serie, personaje

### Anime
- .hack (Balmung)
- Air Gear (Magaki)
- B't X (Teppei Takamiya)
- Bleach (Ikkaku Madarame)
- Bobobo-bo Bo-bobo (Mean Green Soup Alien)
- Boku no Hero Academia (Shishido)
- Bonobono (Rabi Nii-chan)
- Boruto: Naruto Next Generations (Shin Uchiha)
- Captain Tsubasa J (Kojiro Hyuga)
- Cowboy Bebop (Shin)
- Detective Conan (Makoto Kyogoku)
- Digimon Adventure (2020) (Machmon)
- Digimon Adventure 02 (BlackWarGreymon)
- Digimon Frontier (Seraphimon)
- Digimon Ghost Game (Shadramon)
- Digimon Xros Wars (SlashAngemon)
- Dragon Ball Super (Barry Kahn)
- Fire Emblem (Cain, OVAs)
- Fushigi Yūgi (Hikitsu)
- Gasaraki (Yuushiro Gowa)
- Genshiken (Harunobu Madarame)
- Godannar (Tetsuya Kouji)
- Ghost in the Shell: Stand Alone Complex (Sugi)
- Grenadier (Teppa Aizen)
- Gundam Seed (Muruta Azrael)
- Highschool of the dead (Kōta Hirano)
- Initial D (Takeshi Nakazato)
- Jikū Tenshō Nazca (Presentador, Ep. 1)
- Joker Game (Alan Lelunier)
- Jujutsu Kaisen (Esō)
- Keroro Gunsō (Kogoro)
- Koihime Musou (Kanda)
- Kimi ga Aruji de Shitsuji ga Ore de (Kojuurou)
- Mobile Suit Gundam: The 08th MS Team (Shiro Amada)
- Kinnikuman II-Sei (Bone Cold)
- Kill la Kill (Uzu Sanageyama)
- Kuroko no Basket (Narumi Daisuke)
- Highschool of the Dead (Kōta Hirano)
- Marmalade Boy (William "Bill" Matheson)
- Mazinkaizer SKL (Kiba)
- Moetan (Kaks)
- Mugen no Ryvius (Airs Blue)
- Muteki Kanban Musume (Kankuro Nishiyama)
- Naruto Shippūden (Bandō)
- Nisekoi (Ryū)
- Nobunaga no Shinobi (Hachisuka Koroku)
- Nobunaga no Shinobi: Ise Kanegasaki-hen (Hachisuka Koroku)
- One Piece (Mr. 3)
- Planetes (Kho Cheng-Shin)
- Pokémon: Indigo League (Akira/A.J.)
- RockMan. EXE (Rei Saiko)
- Rosario + Vampire (Komiya Saizou)
- Rosario + Vampire Capu2 (Komiya Saizou)
- Rurouni Kenshin (1996) (Ōkuma Daigorō)
- Rurouni Kenshin (2023) (Sasaki Heihachirou)
- Ryūsei no Rockman (Ox)
- Sailor Moon S (Yosaku Eda)
- Sailor Moon SuperS (Tsunawataro)
- Saint Seiya Omega (Genbu de Libra)
- Sakamoto desu ga? (Mario)
- School Rumble (Harry McKenzie)
- Sensitive Pornograph(Aki Ayamatsu)
- Slayers Next (Joe)
- Sore ga Seiyū! (Taisuke Yamori)
- Sword Art Online (Diabel)
- Taboo Tattoo (Souha Tamaki)
- Tari Tari (Ganbaranger Rojo)
- Tatsunoko vs. Capcom: Ultimate All Stars (Batsu Ichimonji)
- Tengen Toppa Gurren-Lagann (Viral, Old Coco)
- Tetsuko no Tabi (Hirohiko Yokomi)
- Saiunkoku Monogatari (Kōyū Ri)
- The Prince of Tennis (Jackal Kuwahara)
- Transformers: Superlink (Skyfire)
- Tsubasa: RESERVoir CHRoNiCLE (Shōgo Asagi)
- The Vision of Escaflowne (Ort)
- Yahari Ore no Seishun Love Come wa Machigatteiru. (Yoshiteru Zaimokuza)
- Yes! PreCure 5 (Girinma)
- Yu-Gi-Oh! (Tetsu, Dragon (temporada 0))
- Yūsha Ō GaoGaiGā (Guy Shishioh)
- Yu Yu Hakusho (Hiei)
- Unlimited Fafnir (Loki Jotunheim)
- Zoids Wild (Haxile)

### OVAs
- B't X Neo (Teppei Takamiya)
- Gundam Evolve (Musha Gundam)
- Legend of the Galactic Heroes (Bruno von Knapfstein)
- Maria-sama ga Miteru (Suguru Kashiwagi)
- Shōnan Jun'ai Gumi (Jun Kamata)[1]
- Ultraman (Great Demon King Mephilas)
- My Hero Academia (Shishido)

### Películas
- Fatal Fury: The Motion Picture (Joe Higashi)
- Initial D: Third Stage (Takeshi Nakazato)

### Juegos
- Buriki One (Gai Tendo)
- Captain Tsubasa J: Get in the tomorrow (Hyuga Kojiro)
- Disgaea 2 (Akutare)
- Dragon Ball Xenoverse 2 - Voz 5
- Fatal Fury series (Joe Higashi)
- KOF series (Joe Higashi)
- Galaxy Angel (Guinness Stout)
- Koibito Yuugi (Takizawa Ren)
- Klonoa (Janga)
- La Pucelle: Tactics (Homard)
- The Legend of Zelda: Majora's Mask (Fierce Deity/Zora Link)
- The Legend of Zelda: Ocarina of Time (Link)
- Rival Schools series (Batsu Ichimonji)
- Rockman 8 (Forte)
- Mugen no Frontier: Super Robot Wars OG Saga (Haken Browning)
- Namco × Capcom (Janga)
- Samurai Warriors (Date Masamune, Fūma Kotarō, Honganji Kennyo)
- Soul Edge Soulcalibur (Nightmare/Siegfried Schtauffen, Yoshimitsu, Link)
- Star Ocean (Dorn Marto, Joshua Jerand)
- Super Smash Bros. (Link)
- Super Smash Bros Melee (Link)
- Super Smash Bros Ultimate (Erdrick)
- Super Mario Odyssey (Topper)
- Tokimeki Memorial (Kazuma Suzuka)
- Tales of Rebirth (Veigue Lungberg)
- Vampire (Demitri Maximoff, Donovan Baine, Pyron)
- Xenosaga (Wilhelm)

### Tokusatsu
- Gosei Sentai Dairanger (Boss Kamikaze, Talking Cotpotros)
- Ninja Sentai Kakuranger (Gasha Dokuro)
- Chōriki Sentai Ohranger (Bomber the Great)
- Seijū Sentai Gingaman (Gun Boss Sambash)
- Mahō Sentai Magiranger: Bride of Infershia (King Glúm do Bridon)
- Kamen Rider Den-O (Wolf Imagin)

### Doblaje
- Beast Wars (Rampage)